# Rasmus Mägi
Rasmus Mägi, né le 4 mai 1992 à Tartu, est un athlète estonien, spécialiste du 400 mètres haies.

## Biographie
Aux Championnats d'Europe 2012, Rasmus Mägi améliore le record d'Estonie du 400 mètres haies lors des demi-finales, avec 49 s 54. En finale, il prend la 5e place en 50 s 01.
En 2013, il porte ce record à 49 s 51 à Bellinzone, puis à 49 s 19 pour remporter la médaille de bronze lors des Championnats d'Europe espoirs à Tampere. 
En 2014, il bat son record personnel à trois reprises, en juin à Ostrava en 48 s 87, puis en août à Tallinn lors des Championnats d'Estonie d'athlétisme en 48 s 77 et à Zurich lors des demi-finales des Championnats d'Europe en 48 s 54. En finale, il remporte l'argent, sa première médaille en grand championnat, derrière le Suisse Kariem Hussein.
Le 13 mai 2017, il se classe 3e du Shanghai Golden Grand Prix en 49 s 38, derrière Bershawn Jackson (48 s 63, MR) et L. J. van Zyl (49 s 35).

## Palmarès
| Date | Compétition                       | Lieu             | Résultat | Temps   |
| ---- | --------------------------------- | ---------------- | -------- | ------- |
| 2009 | Festival olympique                | Tampere          | 3e       | 52 s 85 |
| 2012 | Championnats d'Europe             | Helsinki         | 5e       | 50 s 01 |
| 2013 | Championnats d'Europe par équipes | Dublin           | 1er      | 51 s 07 |
| 2013 | Championnats d'Europe espoirs     | Tampere          | 3e       | 49 s 19 |
| 2014 | Championnats d'Europe par équipes | Tallin           | 2e       | 49 s 48 |
| 2014 | Championnats d'Europe             | Zurich           | 2e       | 49 s 06 |
| 2015 | Championnats d'Europe par équipes | Heraklion        | 1er      | 49 s 59 |
| 2016 | Jeux olympiques                   | Rio de Janeiro   | 6e       | 48 s 40 |
| 2018 | Championnats d'Europe             | Berlin           | 6e       | 48 s 75 |
| 2018 | Ligue de diamant                  | Ligue de diamant | 4e       | 49 s 28 |
| 2021 | Jeux olympiques                   | Tokyo            | 7e       | 48 s 11 |
| 2022 | Championnats du monde             | Eugene           | 8e       | 48 s 92 |
| 2023 | Jeux européens                    | Chorzów          | 2e       | 48 s 63 |
| 2023 | Championnats du monde             | Budapest         | 7e       | 48 s 33 |
| 2024 | Jeux olympiques                   | Paris            | 7e       | 52 s 53 |

## Records
| Épreuve          | Performance  | Lieu    | Date         |
| ---------------- | ------------ | ------- | ------------ |
| 400 mètres haies | 47 s 82 (NR) | Turku   | 14 juin 2022 |
| 400 mètres       | 45 s 35 (NR) | Tallinn | 25 juin 2022 |